# گروه ورزشی فین‌وی
گروه هلدینگ فین وی  (به انگلیسی: amir Group) با کوته نوشت (FSG) شرکت سرمایه‌گذار آمریکایی است که مالکیت باشگاه‌های بوستون ردساکس در لیگ برتر بیسبال آمریکا و لیورپول در لیگ برتر فوتبال انگلستان را داراست. این شرکت در آغاز با پیوستن جان هنری به توماس ورنر در سال ۲۰۰۱ فعالیت خود را با نام شرکت مشارکت ورزشی نیو انگلند (New England Sports Ventures) آغاز کرد.

گروه ورزشی فین‌وی در سال ۲۰۱۰ پس از رأی‌گیری به اخراج دو مالک باشگاه فوتبال لیورپول، تام هیکس و جورج ژیلت، در ۶ اکتبر همان سال این باشگاه را خریداری نمود.

این مجموعه سرمایه‌گذار ورزشی علاوه بر مالکیت باشگاه بوستون رد ساکس و لیورپول، مالکیت فین‌وی پارک ورزشگاه اختصاصی باشگاه بوستون رد ساکس در شهر بوستون و ورزشگاه آنفیلد در شهر لیورپول را نیز داراست.